# Список детей Дакши
В данной статье приведён список детей индийского бога Дакши.

## Дочери
- 13 жён Кашьяпы[1][2]
  - Адити
  - Дити
  - Дану
  - Калака
  - Анаюс
  - Синхика
  - Муни
  - Кродха
  - Права
  - Аришта
  - Вината
  - Капила
  - Кадру
- 27 жён Сомы.
  - Ашвини
  - Бхарани
  - Криттика
  - Рохини
  - Мригаширша
  - Ардра
  - Пунарвасу
  - Пушья
  - Ашлеша
  - Магха
  - Пурва-пхалгуни
  - Уттара-пхалгуни
  - Хаста
  - Читра
  - Свати
  - Вишакха
  - Анурадха
  - Джьештха
  - Мула
  - Пурва-ашадха
  - Уттара-ашадха
  - Абхиджита
  - Шравана
  - Даништха
  - Шатабхиша
  - Пурва-бхадрапада
  - Уттара-бхадрапада
  - Ревати
- 10 жён персонифицированного бога Дхармы[3], которого можно отождествить как и с Вишну, так и с Ямой. 
  - Кирти
  - Лакшми
  - Дхрити
  - Медха
  - Пушти
  - Шраддха
  - Крия
  - Буддхи
  - Ладджа
  - Мати
- По некоторым версиям, ещё 10 жён Ману
- 11 младших дочерей (по другой версии дочери Кардамы и Девахути)[3].
  - Жёны великих мудрецов
    - Кхьяти - жена Бхригу
    - Самбхути - жена Маричи
    - Смрити - жена Ангираса
    - Прити - жена Пуластьи
    - Кшама - жена Пулахи
    - Сунати - жена Крату
    - Анасуя - жена Атри
    - Арундхати - жена Васиштхи

  - Сваха - жена Агни
  - Свадха - жена Питаров
  - Сати - жена Шивы; погибла, следующая инкарнация - Парвати

## Сыновья
- Пять тысяч земных Харияшвов.

- После исчезновения Харияшвов, для заселения Земли он произвёл на свет ещё 1000 Шабалашвов.